# Josh Mars
Josh Mars ist eine österreichische Alternative-Rock-Band, die 2001 gegründet wurde.

## Geschichte
Bekannt wurde die Band durch ihre Teilnahme beim Ö3 Soundcheck und als Vorgruppe unter anderem für Christina Stürmer. Nach der Teilnahme beim größten Bandwettbewerb Österreichs unterschrieben die Mitglieder der Band einen Vertrag mit Sony BMG Music Entertainment.
Ihr Debütsong heißt Superman und stieg auf Platz 40 in den österreichischen Charts ein, wo er eine Woche blieb. Von diesem Lied gab es bereits ein Demo Release im Jahre 2003, welche im selben Sommer zu den meistgespielten Titeln auf FM4 gehörte.

## Diskografie

### Alben
- 2008: Rewind Yourself

### Singles
- 2003: Superman Demo Single
- 2006: Superman
- 2008: Fishing for Compliments